# 纳凉避雨亭
纳凉避雨亭，位于中国广东省韶关市乳源县大桥镇核桃山老虎冲山坳，为乳源县文物保护单位，类型为古建筑，公布时间为2005年8月15日。
纳凉避雨亭的历史年代为清乾隆十九年。